# بطولة ويمبلدون 1951
قائمة ببطولات ويمبلدون لسنة 1951:

## فردي رجال
ديك سافيتت هزم  كين ماكجريجور . النتيجة: 6-4 6-4 6-4

## فردي سيدات
دوريس هارت هزمت  شيرلي فراي أيرفن. النتيجة: 6-1, 6-0